# Сасекс (Висконсин)
Сасекс (енгл. Sussex) град је у америчкој савезној држави Висконсин.

## Демографија
По попису из 2010. године број становника је 10.518, што је 1.69 (19,1%) становника више него 2000. године.
| Група             | 2000.         | 2010.         |
| Белци             | 8.461 (95,8%) | 9.838 (93,5%) |
| Афроамериканци    | 66 (0,7%)     | 84 (0,8%)     |
| Азијати           | 71 (0,8%)     | 224 (2,1%)    |
| Хиспаноамериканци | 147 (1,7%)    | 249 (2,4%)    |
| Укупно            | 8.828         | 10.518        |